# Horváth Károly (színművész)
Horváth Károly (Sárvár, 1953. március 10. – ) magyar színész, bábszínész, író, látványtervező, művészeti és művelődési menedzser.

## Életpályája
Pályáját Budapesten, az Pinceszínházban amatőrként kezdte. Bábszínészként végzett az Állami Bábszínházba kihelyezett bábművész tagozaton (1974-1978). Színészként társulati tag: Állami Bábszínház (1978-1980), Heppiend Bohóccsoport (1980-1981), Mikroszkóp Színpad (1981-1986), Kecskeméti Katona József Színház (1986-1995). Szabadfoglalkozású színművész, tervező, árverésvezető (1995-2000). 
A budapesti Karinthy Szalon igazgató-helyettese, művészeti vezetője (2001-2002), a Bartók 32 Galéria és a Karinthy Szalon igazgatója (2002-2011), az Újbudai Kulturális Intézet igazgató-helyettes művészeti vezetője (2011-2012). A Ferencvárosi Művelődési Központ és Intézményei (Pinceszínház) igazgatója (2012-2013), a Ferencvárosi Pincegaléria művészeti vezető kurátora (2013-2017). Vendégszínészként játszott a Székesfehérvári Vörösmarty Színházban, a Tatabányai Jászai Mari Színházban, a Budaörsi Latinovits Színházban, Budapesten a Nemzeti Színház Várszínházában, a Ruttkai Éva Színházban, a MU Színházban, a Fészek Színházban valamint a Terminál Workhouse, illetve a Fém Arts and Café független társulatoknál. Díszlettervezéssel és írással is foglalkozott.
Húsz éven át, megalakulásától a megszűnéséig kurátora, titkára, majd elnöke a Dajka Margit emlékére létrejött Művészeti Alapítványnak (1998-2008). Az alapítvány művészeti tevékenységének koordinátora, menedzsere, Dajka Margit Emlékszobájának létrehozója. Tanult és diplomát szerzett a Janus Pannonius Tudományegyetem Bölcsészettudományi Karának művelődésszervező, főiskolai szakán (1998) és a Pécsi Tudományegyetem művelődésszervező, egyetemi szakán (2004). Házastársa Ambrus Asma (1954) színművész, bohócdoktor, gyermekük Horváth Károly Zamanbek (1996).

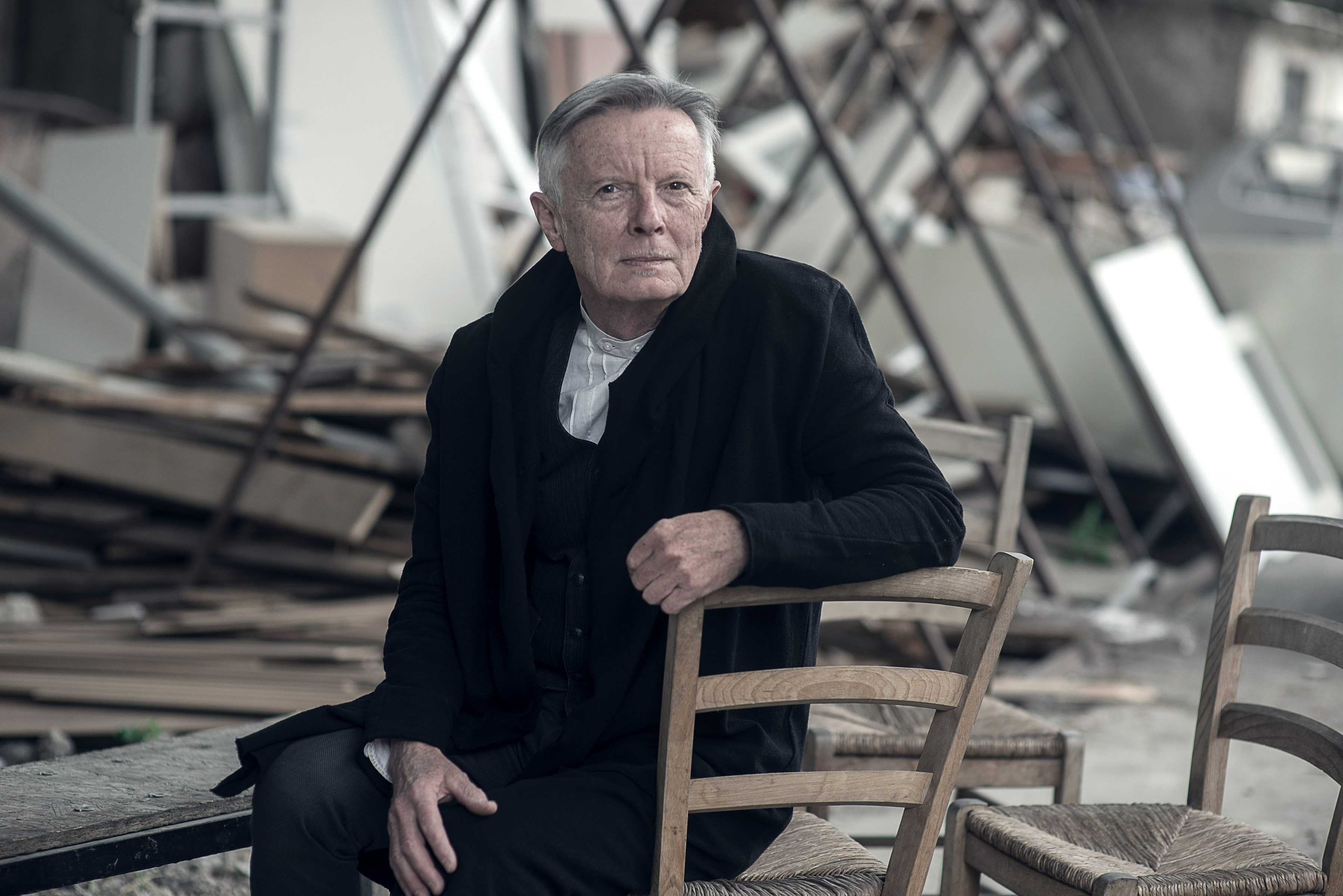
Fotó: Köő Adrien

## Színpadi szerepek
- Szilágyi Dezső: Ezüstfurulya, Kicsi Jankó
- Tarbay Ede: Foltos és Fülenagy / Vasbőr, Bőrzsák
- Illyés Gyula: Tűvé tevők / Varga legény
- Tersánnszky Józsi Jenő: Varázshegedű / Gáspár
- Tóth Eszter: A gyáva kistigris / Mutatványos oroszlán
- Rajkin: Mese a két kis borzról / Vicsori
- Urbán Gyula: Két kicsi pingvin / Fűrészhal Fülöp
- Móra Ferenc: Csalavári Csalavér, Csalavári Csalavér
- Benjamin Britten: Pagodák hercege, Öreg császár
- Csajkovszkíj: Diótörő, Egérkirály
- Shakespeare: Szentivánéji álom, Theseus, Gyalu
- Tolsztoj: Háború és béke, Dolohov
- Móricz Zsigmond: Légy jó mindhalálig, Nagy úr
- Kálmán Imre: Marica grófnő, Pista – Báró Zsupán Kálmán
- Fekete Sándor: A Lilla villa titka, Dali elvtárs
- Lehár Ferenc: Luxemburg grófja, Lord Winchester
- Katona József: Bánk bán, Simon bán
- Ábrahám Pál: Bál a Savoyban, Celestin Furmint
- Scserbakov – Legentov: Nem bánok semmit sem, Néző, Louis, Chevallier, Zenei kiadó, Rendőrfelügyelő, Raymond, Emer, Edző, Theo
- Schiller: Stuart Mária, William Davison
- Madách Imre: Az ember tragédiája, Rafael főangyal, Catullus, Udvaronc, Saint-Just, Luther
- Huszka Jenő: Mária főhadnagy, Herbert
- Macchiavelli – Aldobói: Madragora (Maszlag), Cingár
- Németh László: Szörnyeteg, Lóri
- Polgár András – Gulyás Zoltán – Hajdú Sándor: Csendkúra, Orvos
- Németh László: Az írás ördöge, Fleischer doktor
- Agatha Christie: A vád tanúja, Myers királyi tanácsos
- Jókai Mór: A kőszívű ember fiai, Baradlay Jenő
- Zilahy Lajos: A tizenkettedik óra, A vívómester legénye
- Móricz Zsigmond – Kocsák Miklós: Légy jó mindhalálig, Kollégiumigazgató
- Ödön von Horváth: Mesél a bécsi erdő, Hirlinger Ferdinánd
- Brecht – Weill: Koldusopera, Horgasujju Jakab
- Móricz Zsigmond: Rokonok, Péterfy doktor
- Wolfgang Kolhase – Rita Zimmer: Hal négyesben, Rudolf
- Gerhart Hauptmann: Naplemente előtt, Dr. Wuttke
- Örkény István: Macskajáték, Józsi
- Shakespeare: Szentivánéji álom, Philostrat
- Presser – Sztevanovity – Horváth: Padlás, Detektív
- Frank L. Baum: Óz a nagy varázsló, Óz, Drótostót
- Hunyady Sándor: Feketeszárú cseresznye, Kispál
- Dale Wasserman: Kakukkfészek, Dr. Spivey
- Maugham – Nádas – Szenes: Imádok férjhez menni, Raham ügyvéd
- Csiky Gergely: A Nagymama, Tódorka tanár úr
- Madách Imre: Az ember tragédiája, Angyal, görög polgár, udvaronc, Saint-Just, Michelangelo
- Anton Csehov: Sirály, Szorin
- Hubay Miklós: Tüzet viszek, Ákos
- Frenkó Zsolt: Egy szoknya egy nadrág, szereplő
- Csemer Géza: Gyűlölet nélkül, Ráczék mindenese
- Siposhegyi Péter: A semmi ágán, Barát
- Békeffi István – Lajtai Lajos: Régi nyár, Trafina
- Schubert Éva – Horváth Károly: Piaf-Piaf, Leplée, Sacha Guitry, Ives Montand
- Szigligeti Ede: Liliomfi, Szilvay professzor
- Gogol: A revizor, Polgármester
- Czicó Attila: Happy New York, József
- Kurt Vonnegut: Isten hozott a majomházban!, Idős férfi
- Czicó Attila: Annuska 2.0, Gárdonyi Géza
- Lökös Ildikó – Ifj. Straub Dezső: Édes mostoha, Almásy Miklós
- Horváth Károly – Köő Adrien: Fotoperformansz 69 / Performer
- Czicó Attila: Dzson Meklén vagyok / Makarov
- Czicó Attila: A svéd aki megpihent kedden / Özvegy

## Filmek, televízió
- Zsebtévé
- Magyar karrier
- Játékszüret
- Kunkori és a kandúrvarázsló
- Kölyökidő
- Süsü a sárkány I - IX
- A nagyeszű sündisznócska I - IV
- Bohócipő
- Wallenberg (svéd)
- Jurij (olasz)
- Tűzvonalban
- Kontroll
- Állítsátok meg Teréz anyut
- Kutyásfilm
- Eppour si mouve (1973)
- Vándorszínészek
- Vasárnap
- Első randi
- Tekintetek
- Károly
- Vasárnap – Alcheimer (2018)
- William Shakespeare – Sziráky Gábor: Téli rege (2022)
- Bari Károly – Tóth Karolina: A befejezetlen tenger (2023)
- Hazatalálsz (2024)
- Nurenberg (amerikai) (2024)

## Rendezéseiből
- Radó Vilmos születésnapi gálaestje, Kecskeméti Katona József Színház (1993)
- Színészmúzeum – Dajka Margit, Kossuth Rádió (2001)
- Állat a színházban, Magyar Nemzeti Galéria (2017)

## Publikáció
- Portrék, esszék, riportok: Kurír, Kecskeméti Lapok, Bajai Honpolgár, Taps Színészmagazin, Buletin, Pécsi Campus, Keleti István emlékkönyv
- Piaf-Piaf, színmű, társíró Schubert Éva
- Az én Dajka Margitom – főiskolai diplomamunka
- A Tatabányai Jászai Mari Színház Népház története – egyetemi diplomamunka
- Képeskönyv / Bartók 32 Galéria – Karinthy Szalon 2000-2010 / koncepció és szerkesztés

## Önálló műsorok
- Nehéz összehozni – Molnár Ferenc műveiből zenés közös pódiumest Ambrus Asmával
- Paudits Orfeum, Németország, Kanada Finnország

## Díszlet-, és jelmeztervezés
- Hal négyesben / Katona József Színház – Kecskemét
- Micimackó / Jászai Mari Színház – Tatabánya
- Annie Wobler / Komédium – Budapest
- Két Hold van a poharamban / Dajka Margit Színpad – Budapest
- Egy szoknya egy nadrág / Gór-Nagy Színiakadémia – Budapest
- Zöldmezőszárnya / Dajka Margit Színpad – Budapest
- Szívecskéim / IBS Színház – Budapest
- Piaf Piaf / Jászai Mari Színház – Tatabánya
- Hal négyesben / Pinceszínház – Budapest

## Kiállítás-rendezői, kurátori munkák

### Karinthy Szalon
- Önarckép helyett / Kokas Ignác festőművész 2001
- Álmok / Román György festőművész emlékkiállítása 2001
- intAkt / Egyed László festőművész 2001
- Mnémosiné és Lesmosiné / Bánki Róza tervező művész 2001
- Papírfríz / El Kazovszkij képzőművész 2002
- Árnyak fala / Gaál József festőművész 2002
- Bolmányi Ferenc festőművész emlékkiállítása 2003
- Juha Okko festőművész (Finnország) 2004
- Közös körök / Dulaskovits Bazil, Szigeti Tamás festőművészek, Erős Apolka, Sipos Marica szobrászművészek 2005
- Eleven (11) színek / Gáti György fotóművész 2005
- Áldozat és Áldozat / Ganczaugh Miklós festőművész 2006
- Lumákó szuma – Álomvilág / kortárs cigány képzőművészet 2006
- Creatures from inner space / Saga-Bittkover Norman képzőművész (Svédország) 2007
- Budapest – Bukarest híd / román és magyar kortársművészet 2007
- Magyar Kulturális Intézet, Moszkva:
- Papírfríz II. / El Kazovszkij 2007

### Bartók 32 Galéria
- Életkékek / Romvári Márton festőművész 2001
- Magyar Elektrográfiai Társaság 2001
- Freeside – Szabadpart / Szilágyi László és Zoé festőművészek 2002
- Várnagy Ildikó és Gábor Éva Mária szobrászművészek / 2002
- A görög szigetek és Velence kőrajzokban / Varga Győző grafikusművész 2003
- Metamorfózisok / a Bécsi Iparművészeti Egyetem vendégkiállítása 2003
- Más hangok más szobák / Magyar Festők Társasága 2003
- Test-Teszt-Túrák / El Kazovszkij, Kecskés Péter, Fehér Zoltán képzőművészek 2004
- Kőemberek / Kunkovács László etnográfus – fotóművész 2004
- Para T Győrffy László festőművész 2004
- Lélekdialógusok / ef Zámbó István és Zsenia Bozukova festőművészek 2004
- Trash Movie / Hetesi Attila képzőművész 2005
- Önzablázó / Németh Ágnes szobrászművész 2005
- Hetvenkedés / Haraszty István szobrászművész 2005
- Ellenfényben / Deli Ágnes és Bánföldi Zoltán festőművészek 2005
- Benes József képzőművész 2005
- Bukta Imre festőművész videoinstallációja 2005
- Szántás / Jovián György festőművész 2005
- Válogatás egy magángyűjteményből / Bukta, fe Lugossy, Palkó, Gaál 2006
- A tárgyiasult zene / kortárs képzőművészek Bartókról és Mozartról 2006
- Kilengés / Nagy Gábor György festőművész 2006
- Bifokál / Csurka Eszter és Szépfalvi Ágnes festőművészek 2006
- Új ikonok / Restyánszki Attila szobrászművész 2006
- Szurcsik józsef festőművész 2006
- Bardo / Lugossy Mária szobrászművész 2006
- Duality / Bánki Ákos, Verebics Ágnes festőművészek 2007
- Új képek / Vojnich Erzsébet festőművész 2007
- A mű élete / Mata Attila szobrászművész 2007
- Home / Satoshi Hasegawa japán grafikusművész 2007
- Blue days / Mohácsi András képzőművész 2007
- 50 év Katona László plakátművészetében 2007
- Gerber Pál festőművész 2007
- Papírfríz II. / El Kazovszkij festőművész 2007
- Együgyűek / Gaál József festőművész 2008
- Átjárások / Regős István festőművész 2008
- Winterreise / Szüts Miklós festőművész 2008
- Suhanás / Gádor Magda szobrászművész 2008
- Retrospektív / Ézsiás István szobrászművész 2008
- Csak bérlettel utazóknak / Szepessy Ákos grafikusművész 2008
- Töredékes monitoring / Hermann Zoltán festőművész 2008
- Lélekhelyzetek / Kalmár János szobrászművész 2008
- Tudat és lét: egy azonosság / Kondor Attila festőművész 2009
- Totó, avagy a vád tanúja / kicsiny Balázs képzőművész 2009
- A bérház történetei / Hommage a Román György festőművész 2009
- Kép a képben / Magyar Festők Társasága 2009
- sum esse fui / Tölg-Molnár Zoltán festőművész 2009
- Akva / Vojnich Erzsébet festőművész 2010
- Csontváry / Dániel László festőművész 2010
- Hommage a Magyarország / Tuula Wallatsaari finn festőművész 2010
- Eszelős és nyaktámasz / válogatás a Raum Gyűjteményből 2010
- Örök jelen / belső-ázsiai nomád művészet 2010
- Szeptember kettős látás / fotográfiák a Fortepan archívumból 2010
- Esti tájbejárás /Kovács lehel festőművész 2010
- Pinkhell / a Magyar Képregény Akadémia alkotói 2010
- Ajándék / El Kazovszkij, báró Mednyánszky László, Farkas István, Román György 2018
- Fotoperformansz 69 / Bukta Imre, Gaál József, Mata Attila, El Kazovszkij, Szotyory László, Jovián György, efZámbó istván, Vojnich Erzsébet, Király Gábor és Köő Adrien fotográfus

### Magyar Kulturális Intézet, Moszkva
- Téli utazás / El Kazovszkij 2007

### Nemzeti Színház Előcsarnok
- El Kazovszkij képzőművész emlékkiállítása 2008
- Vojnich Erzsébet festőművész 2008
- Három nővér / Szilvitzky Margit – Krajcsovits Éva – Várhelyi Tímea 2010
- Szolidáris Vidámpark / Braun András – Beck Balla Mónika festőművészek 2010
- Fukui Yusuke festőművész 2011
- Szín – emlékkiállítás / Vajda Júlia 2011

### Nemzeti Színház Zikkurat Galéria
- Szabó Tamás szobrászművész 2008
- Jecza Péter szobrászművész 2009
- Magyar Festészet Napja 2009
- Kalmár János szobrászművész 2010
- Mata Attila szobrászművész 2010
- Predrag Todorovic képzőművész 2010

### Ferencvárosi Pincegaléria
- Körösényi szisztéma I – IV / Körösényi Tamás szobrászművész
- Mester és Tanítvány 2013 – 2014 (I. Kokas Ignác – El Kazovszkij – Szilágyi László II. Bukta Imre – Bernáth Dániel III. Németh Ágnes – Králl Szabolcs IV. Sinkó István – Horváth Csilla V. Gaál József – Pintér Diana Abigél VI. Gerber Pál – Fátyol Viola)
- Hölgy-alkotók évadja 2014 – 2015 ( I. Lencsés Ida kárpitművész II. Gábor Éva Mária szobrászművész III. Vojnich Erzsébet festőművész IV. Zsenia Bozukova festőművész V. Csurka Eszter festőművész VI. Deli Ágnes szobrászművész VII. Albert Katalin passep-art művész)

## Díjak, kitüntetések
- Pro Cultura Újbuda (2021)